# Helmut Jonscher
Helmut Jonscher (* 16. August 1943) ist ein ehemaliger deutscher Fußballspieler.

## Werdegang
Der Abwehrspieler Helmut Jonscher begann seine Karriere bei Schwarz-Weiß Meckinghoven. Über die SpVgg Erkenschwick wechselte im Sommer 1968 zum SVA Gütersloh, mit dem er im Jahre 1971 in die Regionalliga West aufstieg. Drei Jahre später verpasste Jonscher die seiner Mannschaft die Qualifikation für die neu geschaffene 2. Bundesliga. In den drei Regionalligajahren des SVA absolvierte Jonscher 101 von 102 Spielen und erzielte dabei 18 Tore. Jonscher ist damit Regionalliga-Rekordspieler des SVA Gütersloh. Im Jahre 1975 wurde er mit dem SVA Gütersloh Meister der Verbandsliga Westfalen 1, verlor aber das Endspiel gegen Westfalia Herne. Zwei Jahre später sicherte sich Jonscher mit der Arminia erneut die Staffelmeisterschaft und wurde nach den verlorenen Endspielen gegen Rot-Weiß Lüdenscheid erneut westfälischer Vizemeister. In der folgenden Aufstiegsrunde zur 2. Bundesliga scheiterten die Gütersloher dann allerdings an Bremerhaven 93 und dem 1. FC Bocholt.
Nach seiner Spielerkarriere trainierte Jonscher diverse Amateurvereine. Mit der Spvg Versmold scheiterte er im Jahre 1995 nach einer Entscheidungsspielniederlage gegen Davaria Davensberg am Aufstieg in die Verbandsliga Westfalen. Bis 2001 trainierte er die TSG Harsewinkel. Aktuell trainiert er den 1. FC Isselhorst aus Gütersloh.